# Оленгуй (село)
Оленгу́й — село на юге Читинского района Забайкальского края России.
Население — 229 человек (2021).

## География
Расположено на левом берегу реки Оленгуй, в месте впадения в неё реки Нижняя Салия. По автодороге до краевого центра, города Чита, 154 километра. Село является центром сельского поселения «Оленгуйское», в которое входит так же село Сыпчегур.

## Основная информация
Основное занятие жителей села — сельскохозяйственное производство в кооперативе «Авангард» и личных подсобных хозяйствах. В селе имеется фельдшерско-акушерский пункт.

## Население
| 2010 | 2021 |
| ---- | ---- |
| 271  | ↘229 |